# Tournon-Saint-Martin
Tournon-Saint-Martin là một xã ở tỉnh Indre ở miền trung nước Pháp. Xã này có diện tích 25,82 km², dân số năm 1999 là 1250 người. Khu vực này có độ cao trung bình 80 mét trên mực nước biển.
Thị trấn này nằm trong công viên tự nhiên vùng Brenne.